# 張安甫
張安甫（1454年—1550年），字汝勉，號天方，直隸蘇州府崑山縣人，民籍，明朝政治人物。

## 生平
成化十九年（1483年）癸卯科應天府鄉試第十三名舉人。弘治三年（1490年）中式庚戌科會試第八名，二甲第二十五名進士。授祁州知州，丁母憂歸。服闋，以從四品服致仕。进阶中顺大夫，以子張寰貴封刑部员外郎。

## 家族
曾祖張文裕；祖父張用禮，贈刑部郎中；父張稹。嫡母趙氏；生母金氏。慈侍下。